# Rio Macaco Branco
O rio Macaco Branco é um curso de água do estado  de Santa Catarina, no Brasil.
Nasce próximo às cidades de São Miguel do Oeste e Descanso e desagua 62km ao sul, no rio Uruguai, 5km a jusante da cidade de Itapiranga. É um rio cheio de meandros, o que faz com que sua extensão real seja muito maior do que a distância em linha reta que separa a nascente da foz. Recebe uma carga excessiva de dejetos suínos, principalmente nos municípios de Tunápolis e Itapiranga, limitando atividades de lazer que no passado aconteciam em áreas de camping, construídos próximo às margens do rio. 